# Слепче (Демир Хисар)
Слепче (мкд. Слепче) је насеље у Северној Македонији, у југозападном делу државе. Слепче припада општини Демир Хисар.

## Географија
Насеље Слепче је смештено у југозападном делу Северне Македоније. Од најближег већег града, Битоља, насеље је удаљено 30 km северно.
Слепче се налази у средишњем делу области Демир Хисар. Насеље је положено у горњем делу тока Црне реке, у долинском делу. Западно од насеља се издиже Плакенска планина. Надморска висина насеља је приближно 670 метара.
Клима у насељу је континентална.

## Становништво
По попису становништва из 2002. године Слепче је имало 719 становника.
Претежно становништво у насељу су етнички Македонци (99%).
Већинска вероисповест у насељу је православље.